# Gilbert de Chalon
Gilbert de Chalon (? - 956) fou duc de Borgonya entre 952 i 956. Es creu que era fill del comte de Dijon, Auxois i Beaune Manassès II de Chalon i d'Ermengarda, possible filla del comte Bosó de Provença encara que se l'ha considerat filla i/o germana d'Hug el Negre.
Com a principal lloctinent d'Hug de Borgonya, el Negre, i pel seu matrimoni, va poder succeir a Hug en diferents comtats sense ser reconegut duc de Borgonya, sent considerat només com a "comte principal dels borgonyons". Encara que es va mantenir distanciat de les lluites de poder entre carolingis i robertins, va haver d'acceptar la sobirania d'Hug el Gran, comte de París, el 955. Va governar en nom de la seva esposa Ermengarda de Borgonya, bé com a filla de Ricard I de Borgonya i la seva esposa Adelaida d'Auxerre, bé com a ignorada filla d'Hug el Negre, o en tot cas com successora de Raül I de Borgonya i Hug el Negre encara que fos com a cosina germana. Fou la mare de Letgarda de Borgonya o de Chalon, casada amb Otó I de Borgonya, fill d'Hug el Gran, que fou duc de Borgonya i comte de París; i d'Adelaida de Chalon, també dita Wera de Chalon (vers 928 - 987), casada amb el comte de Meaux, Robert de Vermandois.